# Labastide-Saint-Georges
Labastide-Saint-Georges è un comune francese di 1 732 abitanti situato nel dipartimento del Tarn nella regione dell'Occitania.

## Società

### Evoluzione demografica
Abitanti censiti